# Luc Montpellier

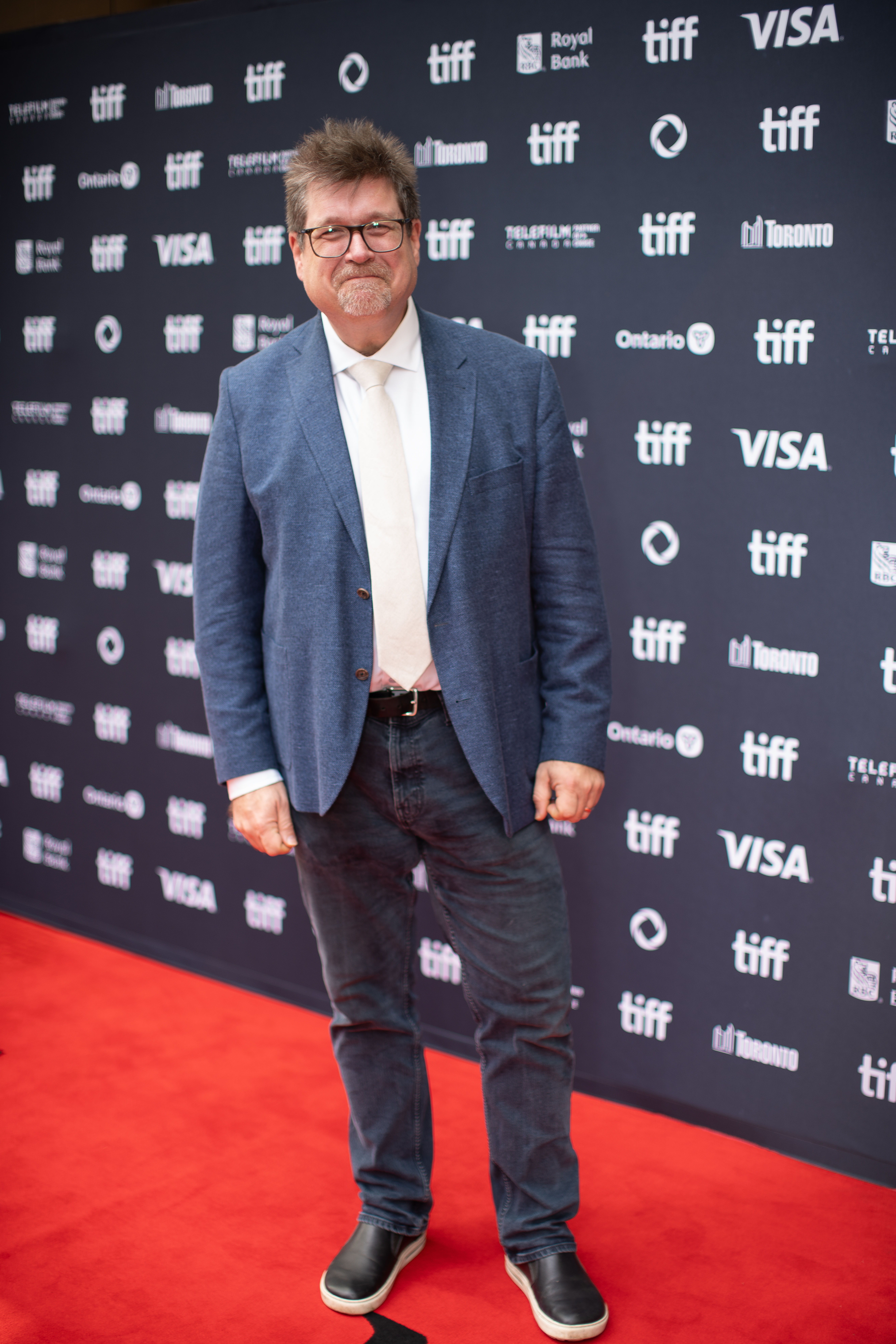
Luc Montpellier, 2024 am Toronto International Film Festival

Luc Montpellier ist ein kanadischer Kameramann.

## Leben und Leistungen
Montpellier wurde Mitte der 1970er Jahre geboren und wuchs in Chelmsford, Ontario auf. Er besuchte bis 1990 die Macdonald-Cartier Secondary School und studierte dann von 1992 bis 1996 an der Ryerson University. Seit Mitte der 1990er Jahre ist er als freischaffender Kameramann tätig.
Zu Beginn seiner Karriere drehte er vor allem Musikvideos und Kurzfilme. Später filmte Montpellier auch Spielfilme und Fernsehproduktionen. Seit ihrem Regiedebüt An ihrer Seite (2006) arbeitet Montpellier regelmäßig mit der Regisseurin Sarah Polley zusammen. Für sie fotografierte er auch die Filme Take This Waltz (2011) und Die Aussprache (2022). Sein Schaffen für Film und Fernsehen umfasst mehr als 65 Produktionen.
Montpellier ist Mitglied der Canadian Society of Cinematographers (CSC).

## Filmografie
- 1994: 1994
- 1996: Le vidangeur (Kurzfilm)
- 1998: Jack & Jill
- 2000: Prelude (Kurzfilm)
- 2000: Soul Cages (Kurzfilm)
- 2001: Khaled
- 2001: I Shout Love (Kurzfilm)
- 2002: Sweetener (Kurzfilm)
- 2003: Hemingway vs. Callaghan (Fernsehfilm)
- 2003: Regarding (Kurzfilm)
- 2003: Luck
- 2003: The Saddest Music in the World
- 2003: My Life as a Movie (Fernsehfilm)
- 2004: The Shields Stories (Miniserie, 6 Episoden)
- 2004: Zeyda and the Hitman
- 2004: Aadan (Kurzfilm)
- 2005: Sabah – Eine Liebesgeschichte (Sabah)
- 2005: Elephant Shoes
- 2005: Verlieben verboten (Confessions of a Sociopathic Social Climber, Fernsehfilm)
- 2005: Cool Money (Fernsehfilm)
- 2005: Sshtoorrty (Kurzfilm)
- 2005: Love Is Work
- 2006: At the Hotel (Fernsehserie, 6 Episoden)
- 2006: An ihrer Seite (Away From Her)
- 2007: Poor Boy′s Game
- 2007: Song of Slomon (Kurzfilm)
- 2007: Emotional Arithmetic
- 2008: Night Vision (Kurzfilm)
- 2008: Flashpoint – Das Spezialkommando (Flashpoint, Fernsehserie, 1 Episode)
- 2008: Norm (Kurzfilm)
- 2009: Der Schrei der Eule (The Cry of the Owl)
- 2009: Cairo Time
- 2009: Being Erica – Alles auf Anfang (Being Erica, Fernsehserie, 7 Episoden)
- 2009: Bouma (Kurzfilm)
- 2010: Tangled (Fernsehfilm)
- 2010: Hot Water (Kurzfilm)
- 2011: King (Fernsehserie, 8 Episoden)
- 2011: Cell 213
- 2011: Take This Waltz
- 2012: Inescapable
- 2013: Cottage Country
- 2013: Happy Slapping
- 2013: The Right Kind of Wrong
- 2013: It Was You Charlie
- 2013: This Is Scarlett and Isaiah (Fernsehserie, 53 Episoden)
- 2013–2014: Lucky 7 (Fernsehserie, 7 Episoden)
- 2014: Happy 1 Year (Kurzfilm)
- 2015: Battle Creek (Fernsehserie, 11 Episoden)
- 2016: Damien (Fernsehserie, 10 Episoden)
- 2016: The Rocky Horror Picture Show: Let’s Do the Time Warp Again (Fernsehfilm)
- 2016–2017: Incorporated (Fernsehserie, 9 Episoden)
- 2018: Counterpart (Fernsehserie, 5 Episoden)
- 2018: Splinters
- 2019: Escaping the Madhouse: The Nellie Bly Story (Fernsehfilm)
- 2019: Juanita
- 2020: Tales from the Loop (Fernsehserie, 2 Episoden)
- 2020: Percy
- 2020: Dein letztes Solo (Tiny Pretty Things, Fernsehserie, 10 Episoden)
- 2022: The Last Mark
- 2022: Die Aussprache (Women Talking)
- 2024: On Swift Horses